# Biger (distrikt i Mongoliet)
Biger (mongoliska: Бигэр Сум, Бигэр, Biger Sum) är ett distrikt i Mongoliet.   Det ligger i provinsen Gobi-Altaj, i den västra delen av landet, 800 km väster om huvudstaden Ulaanbaatar.